# Lucía Cedrón
Lucía Cedrón (Buenos Aires,  22 de agosto de 1974) es una directora y guionista de cine argentina. 

## Biografía
Nació el 22 de agosto de 1974 en Buenos Aires. Es hija del cineasta Jorge Cedrón, quien dirigió la película Operación Masacre, basada en el libro homónimo de Rodolfo Walsh. En 1976, durante la última dictadura cívico-militar (1976-1983), se fue exiliada junto a su familia a Francia, donde vivió hasta el año 2001, cuando decide volver a la Argentina.
La película Cordero de Dios fue su ópera prima, con la cual ganó numerosos premios y reconocimientos a nivel nacional e internacional.

## Filmografía
Directora
- En ausencia (corto - 2002)
- Pasión (corto - 2003)
- 18-J (2004)
- El azul del cielo (2007)
- Cordero de Dios (2008)

Guionista
- Pasión (corto - 2003)
- El azul del cielo (2007)
- Cordero de Dios (2008)

Producción
- El azul del cielo (2007)

Fotografía
- El azul del cielo (2007)

## Premios
- Premio Cóndor de Plata: Mejor ópera prima (Cordero de Dios)
- Premio Cóndor de Plata: Mejor guion original (Cordero de Dios)
- Premio Cóndor de Plata: Mejor Actor (Cordero de Dios)
- Premio Cóndor de Plata: Mejor Actriz de reparto (Cordero de Dios)
- Festival de Cine de Marbella: Colibrí de Oro (Cordero de Dios)
- Festival de Cine de Málaga: Mejor película en la sección Territorio Latino (Cordero de Dios)
- Festival de Cine de Toulouse: Premio del público (Cordero de Dios)
- Festival de Berlín: Oso de Plata (En ausencia)[2]